# Liste der Baudenkmale in Gammelin
In der Liste der Baudenkmale in Gammelin sind alle Baudenkmale der Gemeinde Gammelin (Landkreis Ludwigslust-Parchim in Mecklenburg-Vorpommern) und ihrer Ortsteile aufgelistet (Stand: Januar 2021).

## Gammelin
| ID | Lage                   | Bezeichnung                           | Beschreibung | Bild           |
| -- | ---------------------- | ------------------------------------- | ------------ | -------------- |
|    | Hauptstraße 27 (Karte) | Hallenhaus                            |              |                |
|    | Schulstraße 6 (Karte)  | Kirche mit freistehendem Glockenstuhl |              | Weitere Bilder |
|    | Schulstraße 6 (Karte)  | Pfarrhaus mit Backhaus                |              |                |

## Bakendorf
| ID | Lage                     | Bezeichnung                     | Beschreibung | Bild                            |
| -- | ------------------------ | ------------------------------- | ------------ | ------------------------------- |
|    | Hagenower Straße (Karte) | Kapelle                         |              | Weitere Bilder                  |
|    | Zum Resthof 7 (Karte)    | Rundscheune und Fachwerkscheune |              | Rundscheune und Fachwerkscheune |